# Arrondissement de Templin

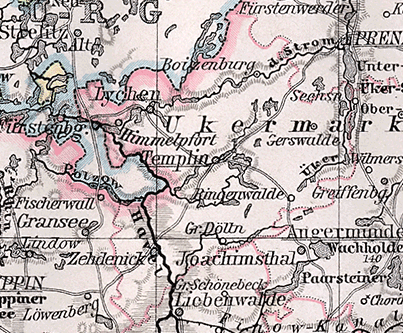
Le territoire de l'arrondissement en 1905

L'arrondissement de Templin est un arrondissement de la province prussienne de Brandebourg, de l'État de Brandebourg de la Zone d'occupation soviétique puis de la RDA de 1817 à 1952.
L'arrondissement comprend au 1er janvier 1945 les trois villes de Lychen, Templin et Zehdenick, 82 communes et trois districts forestiers. Aujourd'hui, l'ancien arrondissement appartient aux arrondissements d'Uckermark et de Haute-Havel dans le Brandebourg.

## Histoire
Dans le cadre de la création des provinces et districts en royaume de Prusse, une réforme des arrondissements a lieu dans le district de Potsdam dans la province de Brandebourg, avec effet au 1er avril 1817, au cours de laquelle les trois nouveaux arrondissements d'Angermünde (de), Prenzlau et Templin sont formés dans l'Uckermark. L'arrondissement de Templin comprend la partie ouest de l'Uckermark et les communes de Badingen, Bergsdorf, Hellberg, Hertefeld, Liebenberg, Luisenhof, Manhorst, Mildenberg, Osterne et Zabelsdorf de l'arrondissement dissous de Glien-Löwenberg (de) et les communes de Marienthal et Ribbeck de l'arrondissement de Ruppin (de) . Le bureau de l'arrondissement est situé dans la ville de Templin.
Le 30 septembre 1929, une réforme territoriale a lieu dans l'arrondissement de Templin conformément aux développements dans le reste de l'État libre de Prusse, dans lequel presque tous les districts de domaine sont dissous et attribués aux communes voisines. Le 1er avril 1937, de petits ajustements frontaliers avec le Mecklembourg sont effectués. Y sont incorporés :
- le lac Dablow de l'arrondissement de Templin à l'arrondissement mecklembourgeois de Stargard (de),
- le lac Glanz de l'arrondissement mecklembourgeois de Stargard à l'arrondissement de Templin.

Le 22 juin 1937, une partie de la commune de Dabelow, à savoir l'île du lac Brückentin de l'arrondissement mecklembourgeois de Stargard, est incorporée à l'arrondissement de Templin. À l'époque national-socialiste, le camp de concentration de Ravensbrück est situé dans la commune de Ravensbrück près de Fürstenberg/Havel à partir de 1939 et le camp de concentration d'Uckermark à partir de 1942.
Au printemps 1945, l'arrondissement est occupé par l'Armée rouge.
À partir de 1946, l'arrondissement fait partie de l'État de Brandebourg dans la zone d'occupation soviétique, et depuis 1949 dans la République démocratique allemande. La loi portant modification des limites des arrondissements et communales du 28 avril 1950 apporte plusieurs modifications territoriales au 1er juillet 1950 :
- Le Fürstenberger Werder (de) avec la ville de Fürstenberg et les communes de Barsdorf, Buchholz, Blumenow, Dannenwalde, Steinförde et Tornow de l'arrondissement de Neustrelitz (de) de l'État de Mecklembourg sont transférés dans l'arrondissement de Templin.
- Les communes de Friedrichswalde et Parlow sont transférées de l'arrondissement d'Angermünde (de) à l'arrondissement de Templin.
- Les communes de Naugarten, Parmen, Potzlow et Weggun sont transférées de l'arrondissement de Templin à l'arrondissement de Prenzlau.

Lors de la réforme des arrondissements de la RDA de 1952, une partie de l'arrondissement est intégrée au nouveau arrondissement de Gransee (de) dans le district de Potsdam. Le territoire restant de l'arrondissement devient l'arrondissement de Templin (de), qui est rattaché au district nouvellement formé de Neubrandenbourg.
En décembre 1952, les communes de Friedrichswalde et Parlow sont transférées dans l'arrondissement d'Eberswalde (de) dans le district de Francfort-sur-l'Oder.
En 1990, les citoyens des arrondissements de Prenzlau (de) et de Templin décident à une écrasante majorité d'appartenir à l'État de Brandebourg.
Les arrondissements d'Angermünde (de), Prenzlau et Templin ainsi que la ville indépendante de Schwedt sont fusionnés dans l'arrondissement d'Uckermark en 1993.

## Évolution de la démographie
| Année | Habitants | Source |
| ----- | --------- | ------ |
| 1816  | 26 834    | [ 1 ]  |
| 1846  | 42 573    | [ 2 ]  |
| 1871  | 43 974    | [ 3 ]  |
| 1890  | 45 236    | [ 4 ]  |
| 1900  | 47 152    | [ 4 ]  |
| 1910  | 51 687    | [ 4 ]  |
| 1925  | 55 361    | [ 4 ]  |
| 1933  | 55 928    | [ 4 ]  |
| 1939  | 58 374    | [ 4 ]  |
| 1946  | 72 094    |        |

## Constitution communale
L'arrondissement de Templin est divisé en villes, en communes et - jusqu'à leur dissolution presque complète en 1929 - en districts de domaine indépendants. Avec l'introduction de la loi constitutionnelle prussienne sur les communes du 15 décembre 1933 et le code communal allemand du 30 janvier 1935, le principe du leader est imposé au niveau communal. Une nouvelle constitution de l'arrondissement n'est plus créée; les règlements d'arrondissement pour les provinces de Prusse-Orientale et Occidentale, de Brandebourg, de Poméranie, de Silésie et de Saxe du 19 mars 1881 est toujours en vigueur.

## Administrateurs de l'arrondissement
- 1817–1831 Friedrich Wilhelm Karl von Arnim
- 1831–1833 Adolf Heinrich von Arnim-Boitzenburg
- 1834–1838 Carl Detloff von Winterfeld (de)
- 1838–1852 Theodor Ludwig von Haas
- 1852–1866 Karl Hugo von Mettingh
- 1867–1867 Adolf von Arnim-Boitzenburg
- 1867–9999 Hermann von Arnim
- 1868–9999 von Putkamer
- 1868–1873 Adolf von Arnim-Boitzenburg
- 1873–1898 Hermann Richard von Arnim
- 1898–1920 Ludwig Gustav Otto Gotthelf von Arnim
- 1920–1945 Günther Reitzenstein (de)

## Villes et communes

### Statut en 1816
Lors de la création de l'arrondissement de Templin en 1816, il y a 374 lieux d'habitation, dont 61 villages (dont 3 faubourgs : Boitzenburg, Fredenwalde et Gerswalde), 91 avant-postes, 5 colonies et 61 établissements (lotissements aménagés portant des noms particuliers)

### Statut en 1945
En 1945, les villes et communes suivantes font partie de l'arrondissement de Templin :
| - Ahrensdorf - Altthymen - Annenwalde - Arnimshain - Badingen - Bebersee - Beenz - Bergsdorf - Berkholz - Beutel - Boitzenburg - Bredereiche - Buchholz - Burgwall - Dargersdorf - Densow - Falkenthal - Fergitz - Flieth - Friedenfelde - Funkenhagen - Gandenitz | - Gerswalde - Gollin - Götschendorf - Groß Dölln - Groß Fredenwalde - Groß Kölpin - Groß Väter - Grunewald - Hammelspring - Hardenbeck - Haßleben - Herzfelde - Himmelpfort - Hindenburg - Jakobshagen - Kaakstedt - Kappe - Klaushagen - Klein-Mutz - Klosterwalde - Krewelin - Kröchlendorff | - Krohnhorst - Kuhz - Kurtschlag - Liebenberg - Lychen, ville - Marienthal - Mellenau - Metzelthin - Mildenberg - Milmersdorf - Mittenwalde - Naugarten - Netzow - Parmen - Petersdorf - Petznick - Pinnow - Poratz - Potzlow - Ravensbrück - Retzow - Ribbeck | - Ringenwalde - Röddelin - Rosenow - Rutenberg - Stegelitz - Storkow - Tangersdorf - Temmen - Templin, ville - Thomsdorf - Vietmannsdorf - Vogelsang - Warthe - Weggun - Wesendorf - Wichmannsdorf - Zabelsdorf - Zehdenick, ville - Zootzen |

Il y a également trois districts forestiers : Forst Boitzenburg, Forst Himmelpfort et Forst Schorfheide.

### Communes dissoutes avant 1945
- Strehlow, le 1er janvier 1926 à Potzlow
- Ahlimbsmühle, le 30 avril 1934 à Petersdorf

### Changements de nom
- En 1939, le toponyme Boitzenburg est changé en Boitzenburg (Uckermark).
- En 1951, la commune d'Arnimshain est rebaptisée Buchenhain.

## Personnalités liées à l'arrondissement
- Paul Georg von Möllendorff (1847-1901), linguiste né à Zehdenick.
- Karl Frenzel (1911-1996), militaire né à Zehdenick.